# Arkadi Lwowitsch Onischtschik
Arkadi Lwowitsch Onischtschik (russisch Аркадий Львович Онищик, englische Transkription Arkady Onishchik; * 14. November 1933 in Moskau; † 12. Februar 2019 ebenda) war ein russischer Mathematiker, der sich mit Liegruppen und deren geometrischen Anwendungen befasste.
Onischtschik war ein Schüler von Eugene Dynkin, bei dem er an der Lomonossow-Universität promoviert wurde. 1970 habilitierte er sich (russischer Doktortitel). Er war Professor an der Staatlichen Universität von Jaroslawl.

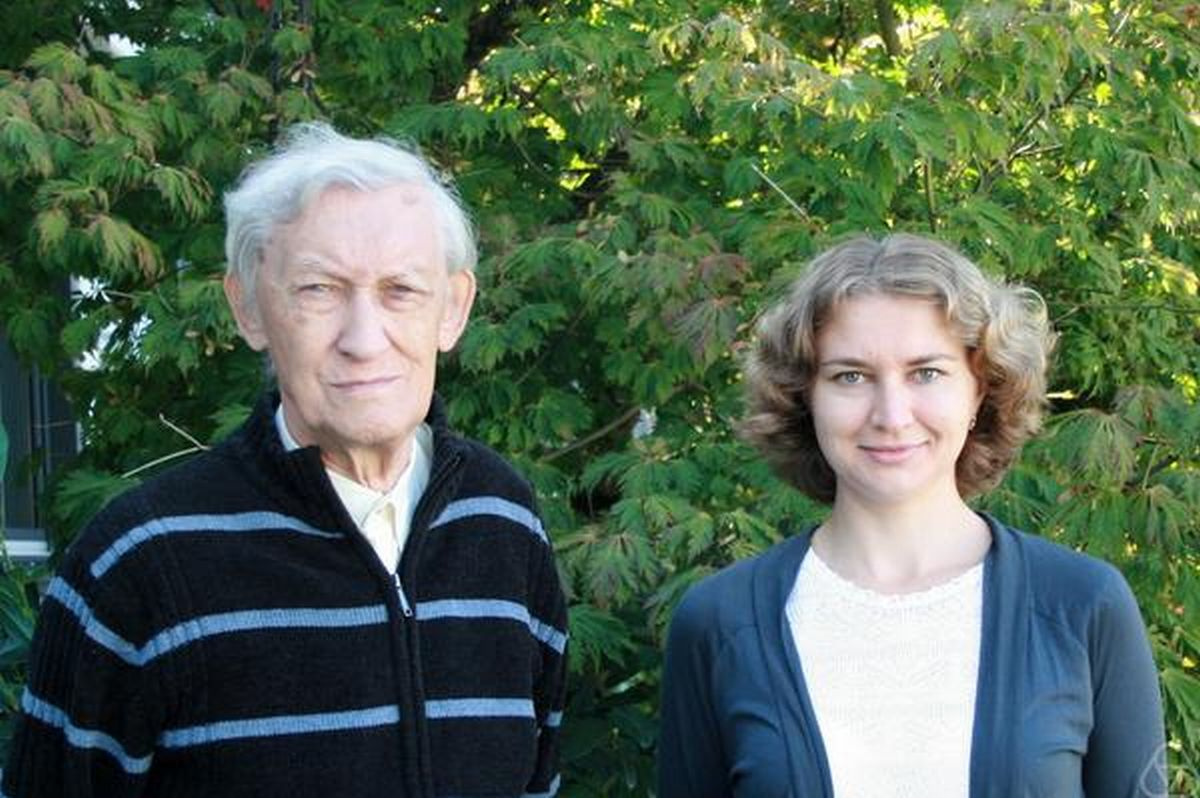
Arkadi Onischtschik (links) mit Jelisaweta Wischnjakowa, Oberwolfach 2012

Neben Liegruppen und Liealgebren befasste er sich auch mit Supermannigfaltigkeiten.
1962 erhielt er den Preis der Moskauer Mathematischen Gesellschaft.

## Schriften
- mit Rolf Sulanke: Projective and Cayley-Klein Geometries. Springer, 2006.
- Lectures on real semisimple Lie algebras and their representations. European Mathematical Society, Zürich 2004.
- Topology of transitive transformations groups. Barth, Leipzig 1994.
- mit E. B. Vinberg (Hrsg.): Lie groups and Lie algebras. 3 Bände. Encyclopedia of Mathematical Sciences. Springer, darin von ihm:
  - mit E. B. Vinberg: Foundations of Lie theory. in Band 1, 1997.
  - mit V. V. Gorbatsevich: Lie transformation theory. in Band 1
  - mit Vinberg, Gorbatsevich: Structure of Lie groups and Lie algebras. in Band 3, 1994
- mit Rolf Sulanke: Algebra und Geometrie. 2 Bände (= Hochschulbücher für Mathematik. Bd. 87 und 88). 2. Auflage, Deutscher Verlag der Wissenschaft, Berlin 1986, 1988.
- mit E. B. Vinberg: Lie groups and algebraic groups, Springer Verlag 1990